# Edina Gallovits-Hall
Klaudia Edina Gallovits-Hall (nació el 10 de diciembre de 1984 en Timişoara) es una tenista rumana de ascendencia húngara por parte de su padre. En su carrera su ranking más alto fue el número 54 logrado el 28 de abril de 2008. Ella logró su mejor actuación de Grand Slam en el Abierto de Francia 2007 y 2008 en el Abierto de Australia, haciendo la segunda ronda. En juniors, que alcanzó un récord de No. 7 y llegó a la final de los prestigiosos campeonatos Orange Bowl, perdiendo ante Vera Zvonareva. Edina se casó con su entrenador y director estadounidense, Bryce Hall, en noviembre de 2010.

## Títulos WTA (3; 0+3)

### Individual (0)
| Leyenda: Antes de 2009     | Leyenda: A partir de 2009 |
| -------------------------- | ------------------------- |
| Grand Slam (0)             |                           |
| Juegos Olímpicos (0)       |                           |
| WTA Tour Championships (0) |                           |
| Grand Slam Cup (0)         |                           |
| Tier I (0)                 | Premier Mandatory (0)     |
| Tier II (0)                | Premier 5 (0)             |
| Tier III (0)               | Premier (0)               |
| Tier IV & V (1)            | International (0)         |

#### Finalista (1)
| Fecha               | Torneo    | Superficie    | Oponente en la final | Resultado |
| ------------------- | --------- | ------------- | -------------------- | --------- |
| 16 de junio de 2007 | Barcelona | Tierra batida | Meghann Shaughnessy  | 3-6, 2-6  |

### Dobles (3)
| Leyenda: Antes de 2009     | Leyenda: A partir de 2009 |
| -------------------------- | ------------------------- |
| Grand Slam (0)             |                           |
| Juegos Olímpicos (0)       |                           |
| WTA Tour Championships (0) |                           |
| Grand Slam Cup (0)         |                           |
| Tier I (0)                 | Premier Mandatory (0)     |
| Tier II (0)                | Premier 5 (0)             |
| Tier III (0)               | Premier (0)               |
| Tier IV & V (0)            | International (3)         |

| Fecha                    | Torneo    | Superficie    | Pareja        | Oponentes en la final            | Resultado           |
| ------------------------ | --------- | ------------- | ------------- | -------------------------------- | ------------------- |
| 21 de febrero de 2010    | Bogotá    | Tierra batida | Gisela Dulko  | Olga Savchuk Anastasiya Yakimova | 6-2, 7-6(6)         |
| 19 de septiembre de 2010 | Guangzhou | Tierra batida | Sania Mirza   | Xinyun Han Liu Wanting           | 7-5, 6-3            |
| 20 de febrero de 2011    | Bogotá    | Tierra batida | Anabel Medina | Sharon Fichman Laura Pous        | 2-6, 7-6(6), [11-9] |

### Finalista (1)
| Fecha               | Torneo    | Superficie    | Pareja          | Oponentes en la final          | Resultado |
| ------------------- | --------- | ------------- | --------------- | ------------------------------ | --------- |
| 16 de junio de 2007 | Barcelona | Tierra batida | Olga Govortsova | Katarina Srebotnik Ai Sugiyama | 2-6, 2-6  |